# Croxton (North Norfolk)
Croxton – wieś w Anglii, w hrabstwie Norfolk, w dystrykcie North Norfolk, w civil parish Fulmodeston. Leży 6 km od miasta Fakenham. Croxton jest wspomniana w Domesday Book (1086) jako Crokestona.